# Emmanuel de Rohan-Polduc
Emmanuel de Rohan-Polduc (ur. 1725, zm. 1797) – członek bogatej i wpływowej rodziny Rohan z Francji oraz 70. Wielki Mistrz Zakonu Rycerzy Szpitalników Świętego Jana Jerozolimskiego w latach 1775–1797.
De Rohan urodził się 18 kwietnia 1725 roku w La Mancha w Hiszpanii. Jego ojciec był Francuzem, lecz został wygnany z ojczyzny do Hiszpanii. Emmanuel służył na dworach Madrytu i Parmy, zanim został ambasadorem na dworze cesarza Franciszka I. W końcu wstąpił do Zakonu św. Jana, gdzie służył na różnych stanowiskach. Był brany pod uwagę jako potencjalny sukcesor Wielkiego Mistrza Manuela Pinto da Fonseca po jego śmierci w roku 1773, lecz wybrany został wtedy Francisco Ximenes de Texada. Rządy Ximenesa były niepopularne, głównie z powodu złej kondycji finansowej Zakonu. Ximenes zmarł w roku 1775, na jego następcę został wybrany de Rohan.

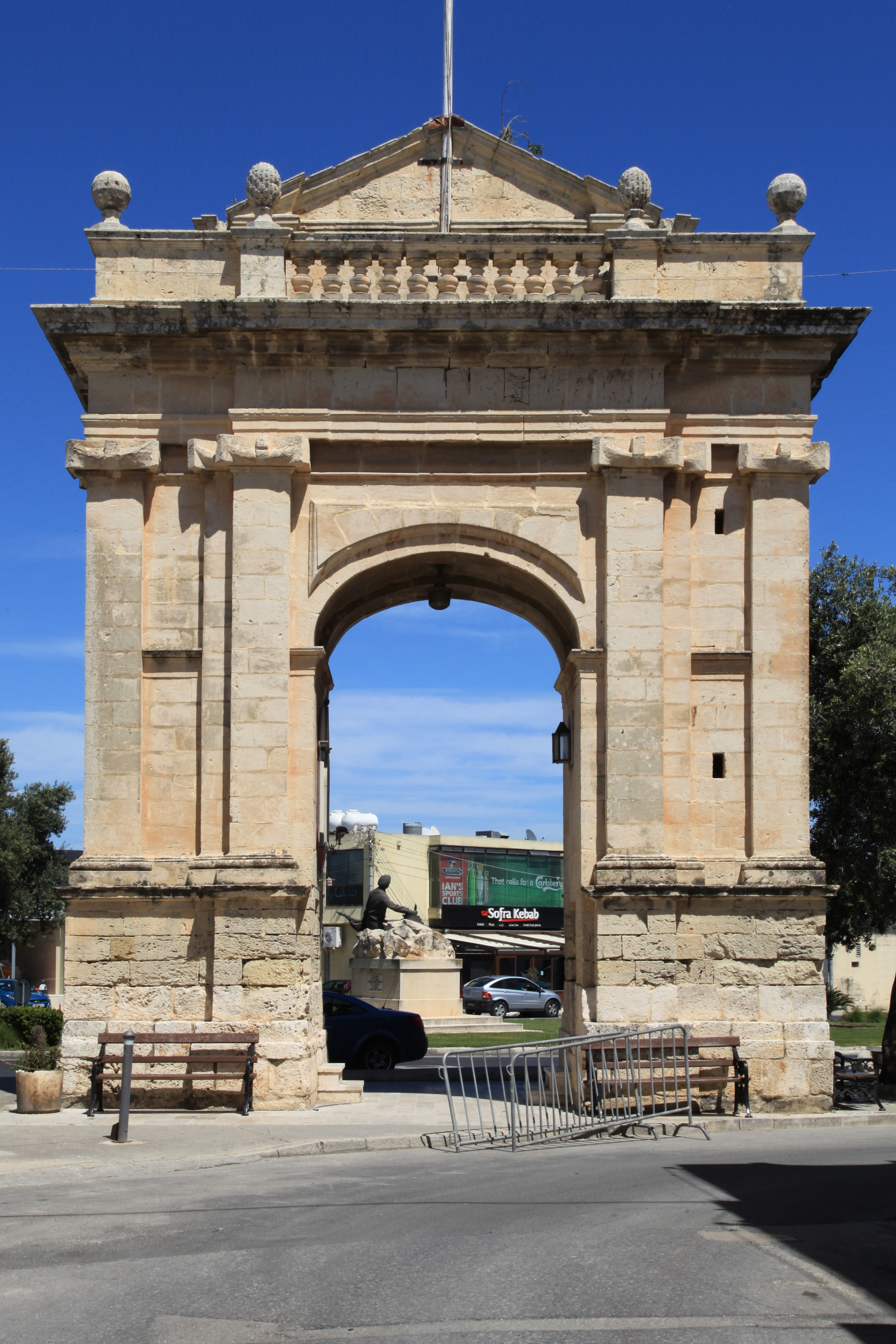
Łuk De Rohana w Żebbuġ

De Rohan starał się zdobyć szacunek ludzi, i stał się popularny wśród społeczeństwa. 21 czerwca 1777 roku nadał on wiosce Żebbuġ prawa miejskie (city), nazywając go Città Rohan. W roku 1798 zbudowana została w tym mieście brama, upamiętniająca to wydarzenie. Herb Żebbuġ, dla uczczenia Wielkiego Mistrza, zawiera godło rodziny Rohan.
De Rohan był autorem Code de Rohan, kodeksu prawa konstytucyjnego, opublikowanego w roku 1782 w dwóch tomach zatytułowanych Saint John of Jerusalem of Rhodes of Malta. Był on też odpowiedzialny za wydanie w roku 1784 Diritto Municipale.
De Rohan założył Anglo-Bawarski Język, stacjonujący w byłym Palazzo Carniero. W roku 1797 ustanowił Rosyjski Wielki Przeorat, który zapoczątkował rosyjską tradycję Zakonu Joannitów.
W roku 1792 zlecił i częściowo sfinansował budowę Fortu Tigné. W czasie rządów Rohana zostały też zmodernizowane wieża i bateria St. Lucian, i w roku 1795 kompleks został, na cześć Wielkiego Mistrza, przemianowany na Fort Rohan. Nawet po XIX-wiecznej przebudowie, wciąż na fasadzie znajduje się herb de Rohan.
Ostatnie lata rządów de Rohana były ciężkie. Przyczyną był spadek liczebności Zakonu spowodowany wybuchem rewolucji francuskiej. W roku 1792 de Rohan doznał udaru mózgu, od tego czasu stan jego zdrowia zaczął się pogarszać. Zmarł 14 lipca 1797 roku i został pochowany w katedrze św. Jana w Valletcie. Jego ostatnie słowa brzmiały: „Ja, w każdym razie, jestem ostatnim Wielkim Mistrzem, przynajmniej znamienitego i niezależnego Zakonu”. I miał rację, bo niecały rok po jego śmierci Francuzi najechali Maltę, usuwając Zakon z wyspy.